# 1927 في نيوزيلندا
فيما يلي قوائم الأحداث التي وقعت خلال عام 1927 في نيوزيلندا.

## رياضة
- 1 يناير – كأس نيوزيلندا 1927 الفائز Ponsonby AFC [الإنجليزية]‏.

## مواليد

### يناير
- 9 يناير – كين إنجلش
- 11 يناير – جون هايز لاعب كركيت نيوزيلندي.
- 12 يناير – موريس مارشال عداء مسافات متوسطة نيوزيلندي.
- 15 يناير – إدموند كوتر

### فبراير
- 6 فبراير – توماس ولز لاعب كركيت نيوزيلندي.
- 9 فبراير – والتر براون ممثل نيوزيلندي.
- 12 فبراير – جون تود
- 20 فبراير – ألان وايلد مهندس معماري نيوزيلندي.
- 22 فبراير – فانس دروموند

### مارس
- 25 مارس – كريستوفر سمول

### أبريل
- 5 أبريل – نيل أندرسون ملاح نيوزيلندي.
- 14 أبريل – آلن ماكديرميد كيميائي نيوزيلندي.

### مايو
- 17 مايو – جاكلين شتورم شاعرة نيوزيلندية.
- 20 مايو – دونالد كولمان لاعب كريكت نيوزلندي.

### يونيو
- 1 يونيو – جون أوبراين مُجدّف نيوزيلندي.
- 4 يونيو – ويليام فيف
- 20 يونيو – ويليام برادفيلد

### أغسطس
- 4 أغسطس – كيث فورسيث
- 31 أغسطس – ريج كينغ لاعب كرة قدم نيوزيلندي.

### سبتمبر
- 22 سبتمبر – بيتر بيرك لاعب اتحاد رغبي نيوزيلندي.

### أكتوبر
- 9 أكتوبر – رونالد تروتر رجل أعمال نيوزيلندي.
- 11 أكتوبر – ليونارد واتسون لاعب كريكت نيوزلندي.
- 30 أكتوبر – جيل مكدونالد

### نوفمبر
- 7 نوفمبر – برايان فينلاي
- 24 نوفمبر – كيفن سكينر لاعب رغبي نيوزيلندي.

### ديسمبر
- 10 ديسمبر – غراهام غوردون جراح نيوزيلندي.

## وفيات

### يناير
- 1 يناير – إيوستاس ويليام فيرغسون (مواليد 1884)

### يونيو
- 20 يونيو – آرثر ويتنغهام (مواليد 1869) سياسي نيوزلندي.

### أكتوبر
- 12 أكتوبر – لويس فولر (مواليد 1865) لاعب كريكت نيوزلندي.

### نوفمبر
- 28 نوفمبر – تشارلز لويس (مواليد 1857) سياسي نيوزيلندي.

### ديسمبر
- 3 ديسمبر – بيل كونينغهام (مواليد 1874) لاعب اتحاد رغبي نيوزيلندي.